# Не мовчи
Не мовчи — дебютний альбом українського альтернативного рок-гурту Безодня, який був випущений у 2008 році. До альбому увійшли 11 композицій та було знято дебютний кліп до пісні «Сила води».

## Список композицій
1. Дуже хочу тобі щось сказати
2. Не Зникай
3. Загублені Люди
4. Навіщо?
5. Скелі
6. Сила Води
7. Безодня
8. Не Забувай
9. Смертельна Зброя
10. Раніше
11. Ні, я не хворий

## Учасники Запису
- Банашко Олександр — вокал
- Домбровський Володимир — барабани
- Тимченко Микола — бас
- Мельник Михайло — гітара
- Вебер Євген — гітара

## Відео
- Сила Води (2009)[3]